# Tour de Francia 2025
La 112.ª edición del Tour de Francia fue una carrera de ciclismo en ruta por etapas que se disputó del 5 al 27 de julio de 2025, con inicio en Lille Métropole y volviendo a finalizar en París en Francia, después de que la edición anterior fue la primera vez en la historia que el Tour de Francia no acababa en (o cerca de) París, debido a los preparativos para los Juegos Olímpicos de París 2024 que empezaban cinco días después.
La carrera fue la segunda y la más importante de las denominadas Grandes Vueltas de la temporada y formó parte del circuito UCI WorldTour 2025 dentro de la categoría 2.UWT siendo la vigésima sexta competición del calendario de máxima categoría mundial. La misma constaba de 21 etapas y recorrió 3320 km. El vencedor fue el esloveno Tadej Pogačar del UAE Emirates XRG, quien estuvo acompañado en el podio por el danés Jonas Vingegaard del Visma | Lease a Bike y el alemán Florian Lipowitz del Red Bull-BORA-hansgrohe, segundo y tercer clasificado respectivamente.

## Equipos participantes
Tomaron la partida un total de 23 equipos, de los cuales asistieron por derecho propio los 18 equipos de categoría UCI WorldTeam. Los equipos participantes fueron:
| WorldTeams (18)- Alpecin-Deceuninck - Arkéa-B&B Hotels - Bahrain-Victorious - Cofidis - Decathlon AG2R La Mondiale Team - EF Education-EasyPost - Groupama-FDJ - Ineos Grenadiers - Intermarché-Wanty - Lidl-Trek - Movistar Team - Red Bull-BORA-hansgrohe - Soudal Quick-Step - Team Jayco AlUla - Team Picnic-PostNL - Team Visma \| Lease a Bike - UAE Team Emirates XRG - XDS Astana Team ProTeams (5)- Lotto - Israel-Premier Tech - Team TotalEnergies - Tudor Pro Cycling Team - Uno-X Mobility |
| |

## Etapas
| Etapa      | Fecha     | Recorrido                         | type                    | Distancia (km) | Desnivel (m) | Ganador                | Líder                |
| ---------- | --------- | --------------------------------- | ----------------------- | -------------- | ------------ | ---------------------- | -------------------- |
| 1.ª etapa  | 5 de jul  | Lille – Lille                     | etapa llana             | 184,9          | 1035 m       | Jasper Philipsen       | Jasper Philipsen     |
| 2.ª etapa  | 6 de jul  | Lauwin-Planque – Boulogne-sur-Mer | etapa escarpada         | 209,1          | 2164 m       | Mathieu van der Poel   | Mathieu van der Poel |
| 3.ª etapa  | 7 de jul  | Valenciennes – Dunkerque          | etapa llana             | 178,3          | 671 m        | Tim Merlier            | Mathieu van der Poel |
| 4.ª etapa  | 8 de jul  | Amiens – Ruán                     | etapa escarpada         | 174,2          | 1675 m       | Tadej Pogačar          | Mathieu van der Poel |
| 5.ª etapa  | 9 de jul  | Caen – Caen                       | contrarreloj individual | 33             | 177 m        | Remco Evenepoel        | Tadej Pogačar        |
| 6.ª etapa  | 10 de jul | Bayeux – Vire-Normandie           | etapa escarpada         | 201,5          | 3272 m       | Ben Healy              | Mathieu van der Poel |
| 7.ª etapa  | 11 de jul | Saint-Malo – Mûr-de-Bretagne      | etapa escarpada         | 197            | 2315 m       | Tadej Pogačar          | Tadej Pogačar        |
| 8.ª etapa  | 12 de jul | Saint-Méen-le-Grand – Laval       | etapa llana             | 171,4          | 1393 m       | Jonathan Milan         | Tadej Pogačar        |
| 9.ª etapa  | 13 de jul | Chinon – Châteauroux              | etapa llana             | 174,1          | 1310 m       | Tim Merlier            | Tadej Pogačar        |
| 10.ª etapa | 14 de jul | Ennezat – Pico de Sancy           | etapa de montaña        | 165,3          | 4346 m       | Simon Yates            | Ben Healy            |
|            | 15 de jul | Día de descanso                   | Día de descanso         |                |              |                        |                      |
| 11.ª etapa | 16 de jul | Toulouse – Toulouse               | etapa llana             | 156,8          | 1531 m       | Jonas Abrahamsen       | Ben Healy            |
| 12.ª etapa | 17 de jul | Auch – Hautacam                   | etapa de montaña        | 180,6          | 3876 m       | Tadej Pogačar          | Tadej Pogačar        |
| 13.ª etapa | 18 de jul | Loudenvielle – Peyragudes         | cronoescalada           | 10,9           | 675 m        | Tadej Pogačar          | Tadej Pogačar        |
| 14.ª etapa | 19 de jul | Pau – Luchon-Superbagnères        | etapa de montaña        | 182,6          | 5048 m       | Thymen Arensman        | Tadej Pogačar        |
| 15.ª etapa | 20 de jul | Muret – Carcasona                 | etapa escarpada         | 169,3          | 2315 m       | Tim Wellens            | Tadej Pogačar        |
|            | 21 de jul | Día de descanso                   | Día de descanso         |                |              |                        |                      |
| 16.ª etapa | 22 de jul | Montpellier – Mont Ventoux        | etapa de montaña        | 171,5          | 2934 m       | Valentin Paret-Peintre | Tadej Pogačar        |
| 17.ª etapa | 23 de jul | Bollène – Valence                 | etapa llana             | 160,4          | 1722 m       | Jonathan Milan         | Tadej Pogačar        |
| 18.ª etapa | 24 de jul | Vif – Col de la Loze              | etapa de montaña        | 171,5          | 5792 m       | Ben O'Connor           | Tadej Pogačar        |
| 19.ª etapa | 25 de jul | Albertville – La Plagne           | etapa de montaña        | 93,1           | 3431 m       | Thymen Arensman        | Tadej Pogačar        |
| 20.ª etapa | 26 de jul | Nantua – Pontarlier               | etapa escarpada         | 184,2          | 2892 m       | Kaden Groves           | Tadej Pogačar        |
| 21.ª etapa | 27 de jul | Mantes-la-Ville – París           | etapa llana             | 132,3          | 856 m        | Wout van Aert          | Tadej Pogačar        |

## Clasificaciones finales

### Clasificación general(Maillot Jaune)
| \| Clasificación general \| Clasificación general \| Clasificación general \| Clasificación general \| Clasificación general \| \| Ciclista \| Ciclista \| Equipo \| Tiempo \| \| \| --------------------- \| -------------------------- \| -------------------------- \| --------------------- \| --------------------- \| \| 1.º \| Tadej Pogačar \| UAE Team Emirates XRG \| 76 h 00 min 32 s \| \| \| 2.º \| Jonas Vingegaard \| Team Visma \\| Lease a Bike \| + 4 min 24 s \| \| \| 3.º \| Florian Lipowitz \| Red Bull-Bora-Hansgrohe \| + 11 min 00 s \| \| \| 4.º \| Oscar Onley \| Team Picnic-PostNL \| + 12 min 12 s \| \| \| 5.º \| Felix Gall \| Decathlon-AG2R La Mondiale \| + 17 min 12 s \| \| \| 6.º \| Tobias Halland Johannessen \| Uno-X Mobility \| + 20 min 14 s \| \| \| 7.º \| Kévin Vauquelin \| Arkéa-B&B Hotels \| + 22 min 35 s \| \| \| 8.º \| Primož Roglič \| Red Bull-Bora-Hansgrohe \| + 25 min 30 s \| \| \| 9.º \| Ben Healy \| EF Education-EasyPost \| + 28 min 02 s \| \| \| 10.º \| Jordan Jegat \| Team TotalEnergies \| + 32 min 42 s \| \| \| 11.º \| Ben O'Connor \| Team Jayco AlUla \| + 34 min 34 s \| \| \| 12.º \| Thymen Arensman \| Ineos Grenadiers \| + 52 min 41 s \| \| \| 13.º \| Jhonatan Narváez \| UAE Team Emirates XRG \| + 1 h 04 min 36 s \| \| \| 14.º \| Sergio Higuita \| XDS Astana Team \| + 1 h 08 min 19 s \| \| \| 15.º \| Simon Yates \| Team Visma \\| Lease a Bike \| + 1 h 17 min 30 s \| \| \| 16.º \| Guillaume Martin-Guyonnet \| Groupama-FDJ \| + 1 h 18 min 07 s \| \| \| 17.º \| Sepp Kuss \| Team Visma \\| Lease a Bike \| + 1 h 20 min 24 s \| \| \| 18.º \| Gregor Mühlberger \| Movistar Team \| + 1 h 28 min 17 s \| \| \| 19.º \| Matteo Jorgenson \| Team Visma \\| Lease a Bike \| + 1 h 29 min 28 s \| \| \| 20.º \| Cristián Rodríguez \| Arkéa-B&B Hotels \| + 1 h 36 min 15 s \| \| \| 21.º \| Valentin Madouas \| Groupama-FDJ \| + 1 h 39 min 46 s \| \| \| 22.º \| Xandro Meurisse \| Alpecin-Deceuninck \| + 1 h 43 min 46 s \| \| \| 23.º \| Warren Barguil \| Team Picnic-PostNL \| + 1 h 48 min 09 s \| \| \| 24.º \| Adam Yates \| UAE Team Emirates XRG \| + 1 h 48 min 41 s \| \| \| 25.º \| Aurélien Paret-Peintre \| Decathlon-AG2R La Mondiale \| + 2 h 12 min 52 s \| \| |                            |                            |                   |
| |                            |                            |                   |
| Fuentes: ProCyclingStats Cycling Quotient |                            |                            |                   |
| Clasificación general |                            |                            |                   |
| Ciclista | Ciclista                   | Equipo                     | Tiempo            |
| 1.º | Tadej Pogačar              | UAE Team Emirates XRG      | 76 h 00 min 32 s  |
| 2.º | Jonas Vingegaard           | Team Visma \| Lease a Bike | + 4 min 24 s      |
| 3.º | Florian Lipowitz           | Red Bull-Bora-Hansgrohe    | + 11 min 00 s     |
| 4.º | Oscar Onley                | Team Picnic-PostNL         | + 12 min 12 s     |
| 5.º | Felix Gall                 | Decathlon-AG2R La Mondiale | + 17 min 12 s     |
| 6.º | Tobias Halland Johannessen | Uno-X Mobility             | + 20 min 14 s     |
| 7.º | Kévin Vauquelin            | Arkéa-B&B Hotels           | + 22 min 35 s     |
| 8.º | Primož Roglič              | Red Bull-Bora-Hansgrohe    | + 25 min 30 s     |
| 9.º | Ben Healy                  | EF Education-EasyPost      | + 28 min 02 s     |
| 10.º | Jordan Jegat               | Team TotalEnergies         | + 32 min 42 s     |
| 11.º | Ben O'Connor               | Team Jayco AlUla           | + 34 min 34 s     |
| 12.º | Thymen Arensman            | Ineos Grenadiers           | + 52 min 41 s     |
| 13.º | Jhonatan Narváez           | UAE Team Emirates XRG      | + 1 h 04 min 36 s |
| 14.º | Sergio Higuita             | XDS Astana Team            | + 1 h 08 min 19 s |
| 15.º | Simon Yates                | Team Visma \| Lease a Bike | + 1 h 17 min 30 s |
| 16.º | Guillaume Martin-Guyonnet  | Groupama-FDJ               | + 1 h 18 min 07 s |
| 17.º | Sepp Kuss                  | Team Visma \| Lease a Bike | + 1 h 20 min 24 s |
| 18.º | Gregor Mühlberger          | Movistar Team              | + 1 h 28 min 17 s |
| 19.º | Matteo Jorgenson           | Team Visma \| Lease a Bike | + 1 h 29 min 28 s |
| 20.º | Cristián Rodríguez         | Arkéa-B&B Hotels           | + 1 h 36 min 15 s |
| 21.º | Valentin Madouas           | Groupama-FDJ               | + 1 h 39 min 46 s |
| 22.º | Xandro Meurisse            | Alpecin-Deceuninck         | + 1 h 43 min 46 s |
| 23.º | Warren Barguil             | Team Picnic-PostNL         | + 1 h 48 min 09 s |
| 24.º | Adam Yates                 | UAE Team Emirates XRG      | + 1 h 48 min 41 s |
| 25.º | Aurélien Paret-Peintre     | Decathlon-AG2R La Mondiale | + 2 h 12 min 52 s |

### Clasificación por puntos(Maillot Vert)
| Clasificación por puntos | Clasificación por puntos | Clasificación por puntos   | Clasificación por puntos | Clasificación por puntos |
| Ciclista                 | Ciclista                 | Equipo                     | Puntos                   |                          |
| ------------------------ | ------------------------ | -------------------------- | ------------------------ | ------------------------ |
| 1.º                      | Jonathan Milan           | Lidl-Trek                  | 372 pts                  |                          |
| 2.º                      | Tadej Pogačar            | UAE Team Emirates XRG      | 294 pts                  |                          |
| 3.º                      | Biniam Girmay            | Intermarché-Wanty          | 232 pts                  |                          |
| 4.º                      | Jonas Vingegaard         | Team Visma \| Lease a Bike | 182 pts                  |                          |
| 5.º                      | Anthony Turgis           | Team TotalEnergies         | 182 pts                  |                          |
| 6.º                      | Jonas Abrahamsen         | Uno-X Mobility             | 173 pts                  |                          |
| 7.º                      | Tim Merlier              | Soudal Quick-Step          | 156 pts                  |                          |
| 8.º                      | Wout van Aert            | Team Visma \| Lease a Bike | 138 pts                  |                          |
| 9.º                      | Kaden Groves             | Alpecin-Deceuninck         | 125 pts                  |                          |
| 10.º                     | Quinn Simmons            | Lidl-Trek                  | 123 pts                  |                          |

### Clasificación de la montaña(Maillot à Pois Rouges)
| Clasificación de la montaña | Clasificación de la montaña | Clasificación de la montaña | Clasificación de la montaña | Clasificación de la montaña |
| Ciclista                    | Ciclista                    | Equipo                      | Puntos                      |                             |
| --------------------------- | --------------------------- | --------------------------- | --------------------------- | --------------------------- |
| 1.º                         | Tadej Pogačar               | UAE Team Emirates XRG       | 119 pts                     |                             |
| 2.º                         | Jonas Vingegaard            | Team Visma \| Lease a Bike  | 104 pts                     |                             |
| 3.º                         | Lenny Martinez              | Bahrain Victorious          | 97 pts                      |                             |
| 4.º                         | Thymen Arensman             | Ineos Grenadiers            | 85 pts                      |                             |
| 5.º                         | Ben O'Connor                | Team Jayco AlUla            | 51 pts                      |                             |
| 6.º                         | Valentin Paret-Peintre      | Soudal Quick-Step           | 51 pts                      |                             |
| 7.º                         | Felix Gall                  | Decathlon-AG2R La Mondiale  | 46 pts                      |                             |
| 8.º                         | Primož Roglič               | Red Bull-Bora-Hansgrohe     | 43 pts                      |                             |
| 9.º                         | Oscar Onley                 | Team Picnic-PostNL          | 42 pts                      |                             |
| 10.º                        | Michael Woods               | Israel-Premier Tech         | 38 pts                      |                             |

### Clasificación del mejor joven(Maillot Blanc)
| Clasificación del mejor joven | Clasificación del mejor joven | Clasificación del mejor joven | Clasificación del mejor joven | Clasificación del mejor joven |
| Ciclista                      | Ciclista                      | Equipo                        | Tiempo                        |                               |
| ----------------------------- | ----------------------------- | ----------------------------- | ----------------------------- | ----------------------------- |
| 1.º                           | Florian Lipowitz              | Red Bull-Bora-Hansgrohe       | 76 h 11 min 32 s              |                               |
| 2.º                           | Oscar Onley                   | Team Picnic-PostNL            | + 1 min 12 s                  |                               |
| 3.º                           | Kévin Vauquelin               | Arkéa-B&B Hotels              | + 11 min 35 s                 |                               |
| 4.º                           | Ben Healy                     | EF Education-EasyPost         | + 17 min 02 s                 |                               |
| 5.º                           | Raúl García Pierna            | Arkéa-B&B Hotels              | + 2 h 04 min 58 s             |                               |
| 6.º                           | Ilan Van Wilder               | Soudal Quick-Step             | + 2 h 12 min 14 s             |                               |
| 7.º                           | Romain Grégoire               | Groupama-FDJ                  | + 2 h 14 min 58 s             |                               |
| 8.º                           | Frank van den Broek           | Team Picnic-PostNL            | + 2 h 34 min 44 s             |                               |
| 9.º                           | Valentin Paret-Peintre        | Soudal Quick-Step             | + 2 h 36 min 05 s             |                               |
| 10.º                          | Alex Baudin                   | EF Education-EasyPost         | + 2 h 45 min 15 s             |                               |

### Clasificación por equipos(Classement par Équipe)
| Clasificación por equipos | Clasificación por equipos       | Clasificación por equipos | Clasificación por equipos |
| Equipo                    | Equipo                          | Tiempo                    |                           |
| ------------------------- | ------------------------------- | ------------------------- | ------------------------- |
| 1.º                       | Team Visma \| Lease a Bike      | 232 h 01 min 32 s         |                           |
| 2.º                       | UAE Team Emirates XRG           | + 24 min 26 s             |                           |
| 3.º                       | Red Bull-BORA-hansgrohe         | + 1 h 24 min 47 s         |                           |
| 4.º                       | Arkéa-B&B Hotels                | + 2 h 10 min 52 s         |                           |
| 5.º                       | Decathlon AG2R La Mondiale Team | + 2 h 14 min 15 s         |                           |
| 6.º                       | Ineos Grenadiers                | + 3 h 22 min 52 s         |                           |
| 7.º                       | Movistar Team                   | + 3 h 23 min 25 s         |                           |
| 8.º                       | XDS Astana Team                 | + 3 h 23 min 59 s         |                           |
| 9.º                       | Team Picnic-PostNL              | + 3 h 26 min 06 s         |                           |
| 10.º                      | EF Education-EasyPost           | + 3 h 43 min 35 s         |                           |

## Evolución de las clasificaciones
| Etapa                   |                         | Ganador _              | Clasificación general | Puntos           | Montaña         | Jóvenes          | Combatividad                      | Equipo                     |
| ----------------------- | ----------------------- | ---------------------- | --------------------- | ---------------- | --------------- | ---------------- | --------------------------------- | -------------------------- |
| 1.ª etapa               | etapa llana             | Jasper Philipsen       | Jasper Philipsen      | Jasper Philipsen | Benjamin Thomas | Biniam Girmay    | Mattéo Vercher                    | Tudor Pro Cycling Team     |
| 2.ª etapa               | etapa escarpada         | Mathieu van der Poel   | Mathieu van der Poel  | Jasper Philipsen | Tadej Pogačar   | Kévin Vauquelin  | Bruno Armirail                    | Groupama-FDJ               |
| 3.ª etapa               | etapa llana             | Tim Merlier            | Mathieu van der Poel  | Jonathan Milan   | Tim Wellens     | Kévin Vauquelin  | no otorgado                       | Groupama-FDJ               |
| 4.ª etapa               | etapa escarpada         | Tadej Pogačar          | Mathieu van der Poel  | Jonathan Milan   | Tadej Pogačar   | Kévin Vauquelin  | Lenny Martinez                    | Team Visma \| Lease a Bike |
| 5.ª etapa               | contrarreloj individual | Remco Evenepoel        | Tadej Pogačar         | Tadej Pogačar    | Tadej Pogačar   | Remco Evenepoel  | no otorgado                       | Team Visma \| Lease a Bike |
| 6.ª etapa               | etapa escarpada         | Ben Healy              | Mathieu van der Poel  | Jonathan Milan   | Tim Wellens     | Remco Evenepoel  | Ben Healy                         | Team Visma \| Lease a Bike |
| 7.ª etapa               | etapa escarpada         | Tadej Pogačar          | Tadej Pogačar         | Tadej Pogačar    | Tim Wellens     | Remco Evenepoel  | Ewen Costiou                      | Team Visma \| Lease a Bike |
| 8.ª etapa               | etapa llana             | Jonathan Milan         | Tadej Pogačar         | Jonathan Milan   | Tim Wellens     | Remco Evenepoel  | Mathieu Burgaudeau Mattéo Vercher | Team Visma \| Lease a Bike |
| 9.ª etapa               | etapa llana             | Tim Merlier            | Tadej Pogačar         | Jonathan Milan   | Tim Wellens     | Remco Evenepoel  | Jonas Rickaert                    | Team Visma \| Lease a Bike |
| 10.ª etapa              | etapa de montaña        | Simon Yates            | Ben Healy             | Jonathan Milan   | Lenny Martinez  | Ben Healy        | Ben Healy                         | Team Visma \| Lease a Bike |
| 11.ª etapa              | etapa llana             | Jonas Abrahamsen       | Ben Healy             | Jonathan Milan   | Lenny Martinez  | Ben Healy        | Jonas Abrahamsen                  | Team Visma \| Lease a Bike |
| 12.ª etapa              | etapa de montaña        | Tadej Pogačar          | Tadej Pogačar         | Jonathan Milan   | Tadej Pogačar   | Remco Evenepoel  | Bruno Armirail                    | Team Visma \| Lease a Bike |
| 13.ª etapa              | cronoescalada           | Tadej Pogačar          | Tadej Pogačar         | Jonathan Milan   | Tadej Pogačar   | Remco Evenepoel  | no otorgado                       | Team Visma \| Lease a Bike |
| 14.ª etapa              | etapa de montaña        | Thymen Arensman        | Tadej Pogačar         | Jonathan Milan   | Lenny Martinez  | Florian Lipowitz | Lenny Martinez                    | Team Visma \| Lease a Bike |
| 15.ª etapa              | etapa escarpada         | Tim Wellens            | Tadej Pogačar         | Jonathan Milan   | Lenny Martinez  | Florian Lipowitz | Michael Storer                    | Team Visma \| Lease a Bike |
| 16.ª etapa              | etapa de montaña        | Valentin Paret-Peintre | Tadej Pogačar         | Jonathan Milan   | Tadej Pogačar   | Florian Lipowitz | Ben Healy                         | Team Visma \| Lease a Bike |
| 17.ª etapa              | etapa llana             | Jonathan Milan         | Tadej Pogačar         | Jonathan Milan   | Tadej Pogačar   | Florian Lipowitz | Quentin Pacher                    | Team Visma \| Lease a Bike |
| 18.ª etapa              | etapa de montaña        | Ben O'Connor           | Tadej Pogačar         | Jonathan Milan   | Tadej Pogačar   | Florian Lipowitz | Ben O'Connor                      | Team Visma \| Lease a Bike |
| 19.ª etapa              | etapa de montaña        | Thymen Arensman        | Tadej Pogačar         | Jonathan Milan   | Tadej Pogačar   | Florian Lipowitz | Thymen Arensman                   | Team Visma \| Lease a Bike |
| 20.ª etapa              | etapa escarpada         | Kaden Groves           | Tadej Pogačar         | Jonathan Milan   | Tadej Pogačar   | Florian Lipowitz | Harry Sweeny                      | Team Visma \| Lease a Bike |
| 21.ª etapa              | etapa llana             | Wout van Aert          | Tadej Pogačar         | Jonathan Milan   | Tadej Pogačar   | Florian Lipowitz | no otorgado                       | Team Visma \| Lease a Bike |
| Clasificaciones finales | Clasificaciones finales |                        | Tadej Pogačar         | Jonathan Milan   | Tadej Pogačar   | Florian Lipowitz | Ben Healy                         | Team Visma \| Lease a Bike |

## Ciclistas participantes y posiciones finales
Convenciones:
- AB-N: Abandono en la etapa "N"
- FLT-N: Retiro por llegada fuera del límite de tiempo en la etapa "N"
- NTS-N: No tomó la salida para la etapa "N"
- DES-N: Descalificado o expulsado en la etapa "N"

## UCI World Ranking
El Tour de Francia otorgó puntos para el UCI World Ranking para corredores de los equipos en las categorías UCI WorldTeam, UCI ProTeam y Continental. Las siguientes tablas son el baremo de puntuación y los diez corredores que obtuvieron más puntos:
| Posición                 | 1.º  | 2.º  | 3.º | 4.º | 5.º | 6.º | 7.º | 8.º | 9.º | 10.º | 11.º | 12.º | 13.º | 14.º | 15.º | 16.º | 17.º | 18.º | 19.º | 20.º | 21.º - 25.º | 26.º - 30.º | 31.º - 40.º | 41.º - 50.º | 51.º - 55.º | 56.º - 60.º |
| Clasificación general    | 1300 | 1040 | 880 | 750 | 620 | 520 | 425 | 360 | 295 | 230  | 190  | 165  | 140  | 110  | 100  | 90   | 85   | 80   | 70   | 60   | 50          | 40          | 35          | 25          | 20          | 15          |
| Por etapa                | 210  | 150  | 110 | 90  | 70  | 55  | 45  | 40  | 35  | 30   | 25   | 20   | 15   | 10   | 5    |      |      |      |      |      |             |             |             |             |             |             |
| Líder                    | 25   |      |     |     |     |     |     |     |     |      |      |      |      |      |      |      |      |      |      |      |             |             |             |             |             |             |
| Clasificación secundaria | 210  | 150  | 110 |     |     |     |     |     |     |      |      |      |      |      |      |      |      |      |      |      |             |             |             |             |             |             |

| Clasificación |                            |                            |         |       |       |            |       |
| Posición      | Ciclista                   | Equipo                     | General | Etapa | Líder | Secundaria | Total |
| ------------- | -------------------------- | -------------------------- | ------- | ----- | ----- | ---------- | ----- |
| 1.º           | Tadej Pogačar              | UAE Emirates XRG           | 1300    | 1780  | 325   | 360        | 3765  |
| 2.º           | Jonas Vingegaard           | Visma \| Lease a Bike      | 1040    | 1170  | -     | 150        | 2360  |
| 3.º           | Florian Lipowitz           | Red Bull-BORA-hansgrohe    | 880     | 510   | -     | -          | 1390  |
| 4.º           | Oscar Onley                | Picnic PostNL              | 750     | 620   | -     | -          | 1370  |
| 5.º           | Felix Gall                 | Decathlon AG2R La Mondiale | 620     | 360   | -     | -          | 980   |
| 6.º           | Jonathan Milan             | Lidl-Trek                  | -       | 720   | -     | 210        | 930   |
| 7.º           | Ben Healy                  | EF Education-EasyPost      | 295     | 555   | 50    | -          | 900   |
| 8.º           | Kévin Vauquelin            | Arkéa-B&B Hotels           | 425     | 365   | -     | -          | 790   |
| 9.º           | Tobias Halland Johannessen | Uno-X Mobility             | 520     | 255   | -     | -          | 775   |
| 10.º          | Thymen Arensman            | INEOS Grenadiers           | 165     | 590   | -     | -          | 755   |